# John Mahler
John Mahler (ur. 16 listopada 1936 roku w Alpha, zm. 6 lutego 2024) – amerykański kierowca wyścigowy.

## Życiorys
Mahler rozpoczął karierę w międzynarodowych wyścigach samochodowych w 1969 roku od startów w US Formula A/F5000 Championship. Z dorobkiem dwóch punktów został sklasyfikowany na 23 pozycji w końcowej klasyfikacji kierowców. W późniejszym okresie Amerykanin pojawiał się także w stawce SCCA Formula A National Championship Run-Offs, USAC National Championship, CART Indy Car World Series oraz Indianapolis 500.
W CART Indy Car World Series Mahler startował w latach 1981, 1983. Najlepszy wynik Amerykanin osiągnął w 1981 roku, kiedy uzbierane dwa punkty dały mu 41 miejsce w klasyfikacji generalnej.